# Una storia polesana
Una storia polesana je hrvatski dokumentarni film. Bavi se životom ljudi koje je društvo odbacilo, a koji žive svega stotinjak metara od od raskošnog zaštitnog znaka istarskog turizma - puljske Arene. To su stanovnici tzv. Mahale, siromašne multikulturalne zajednice, koje život polako zaboravlja. Dokumentarac je oda jednostavnom načinu života jednostavnih ljudi i posveta gradu koji bespovratno tone u poslijeratnu depresiju. Film je realiziran u okviru dokumentarne radionice Imaginarne Akademije u Grožnjanu 1998. godine.
Film je prikazan na Danima hrvatskog filma 1999., Motovunskom filmskom festivalu 1999. i na međunarodnom filmskom festivalu u Trstu Alpe Adria Cinema 2000. godine.

## Vanjske poveznice
- Una storia polesana na Vimeo.com